# Liste des sites Ramsar au Népal
Cet article recense les zones humides du Népal concernées par la convention de Ramsar.

## Statistiques
La convention de Ramsar est entrée en vigueur au Népal le 17 avril 1988.
En janvier 2020, le pays compte 10 sites Ramsar, couvrant une superficie de 605,61 km2.

## Liste
| Site                                   | Zone              | Notes | Date              | Superficie (km²) | Altitude (m)  | Identifiant Ramsar | Identifiant WDPA | Coordonnées                       | Photo |
| -------------------------------------- | ----------------- | ----- | ----------------- | ---------------- | ------------- | ------------------ | ---------------- | --------------------------------- | ----- |
| Koshi Tappu (en)                       | Koshi, Sagarmatha |       | 17 décembre 1987  | 175,00           | 75 - 81       | 380                | 14196            | 26° 39′ 00″ nord, 86° 58′ 59″ est |       |
| Bishazari Tal (en) et lacs associés    | Narayani          |       | 13 août 2003      | 32,00            | 286           | 1313               | 901297           | 27° 37′ 01″ nord, 84° 25′ 59″ est |       |
| Zone du lac Ghodaghodi (en)            | Seti              |       | 13 août 2003      | 25,63            | 205           | 1314               | 901298           | 28° 40′ 59″ nord, 80° 57′ 00″ est |       |
| Lac Jagdishpur (en)                    | Lumbinî           |       | 13 août 2003      | 2,25             | 197           | 1315               | 901299           | 27° 34′ 59″ nord, 83° 04′ 59″ est |       |
| Lacs Gokyo                             | Sagarmatha        |       | 23 septembre 2007 | 77,70            | 4 734         | 1692               | 109078           | 27° 57′ 00″ nord, 86° 40′ 59″ est |       |
| Lacs de Gosainkund                     | Bagmati           |       | 23 septembre 2007 | 10,30            | 4 054 - 4 620 | 1693               | 109079           | 28° 04′ 59″ nord, 85° 25′ 59″ est |       |
| Lac Phoksundo                          | Karnali           |       | 23 septembre 2007 | 4,94             | 3 612         | 1694               | 109080           | 29° 12′ nord, 82° 57′ est         |       |
| Lac Rara                               | Karnali           |       | 23 septembre 2007 | 15,83            | 2 900         | 1695               | 109081           | 29° 30′ 00″ nord, 82° 04′ 59″ est |       |
| Mai Pokhari (en)                       | Mechi             |       | 20 octobre 2008   | 0,90             | 2 080 - 2 164 | 1850               | 109082           | 27° 00′ 00″ nord, 87° 55′ 01″ est |       |
| Groupe de lacs de la vallée de Pokhara | Gandaki           |       | 2 février 2016    | 261,06           | 622 - 2 403   | 2257               | 555624174        | 28° 12′ 22″ nord, 83° 59′ 06″ est |       |